# Saint-Georges-des-Groseillers
Saint-Georges-des-Groseillers település Franciaországban, Orne megyében. Lakosainak száma 3169 fő (2022. január 1.). Saint-Georges-des-Groseillers Caligny, Aubusson, Flers, La Lande-Patry és Montilly-sur-Noireau községekkel határos.

## Népesség
A település népessége az elmúlt években az alábbi módon változott:
| Lakosok száma | 3259 | 3269 | 3353 | 3196 | 3160 | 3152 | 3164 | 3164 | 3169 |
|               | 2013 | 2015 | 2016 | 2017 | 2018 | 2019 | 2020 | 2021 | 2022 |